# Expal

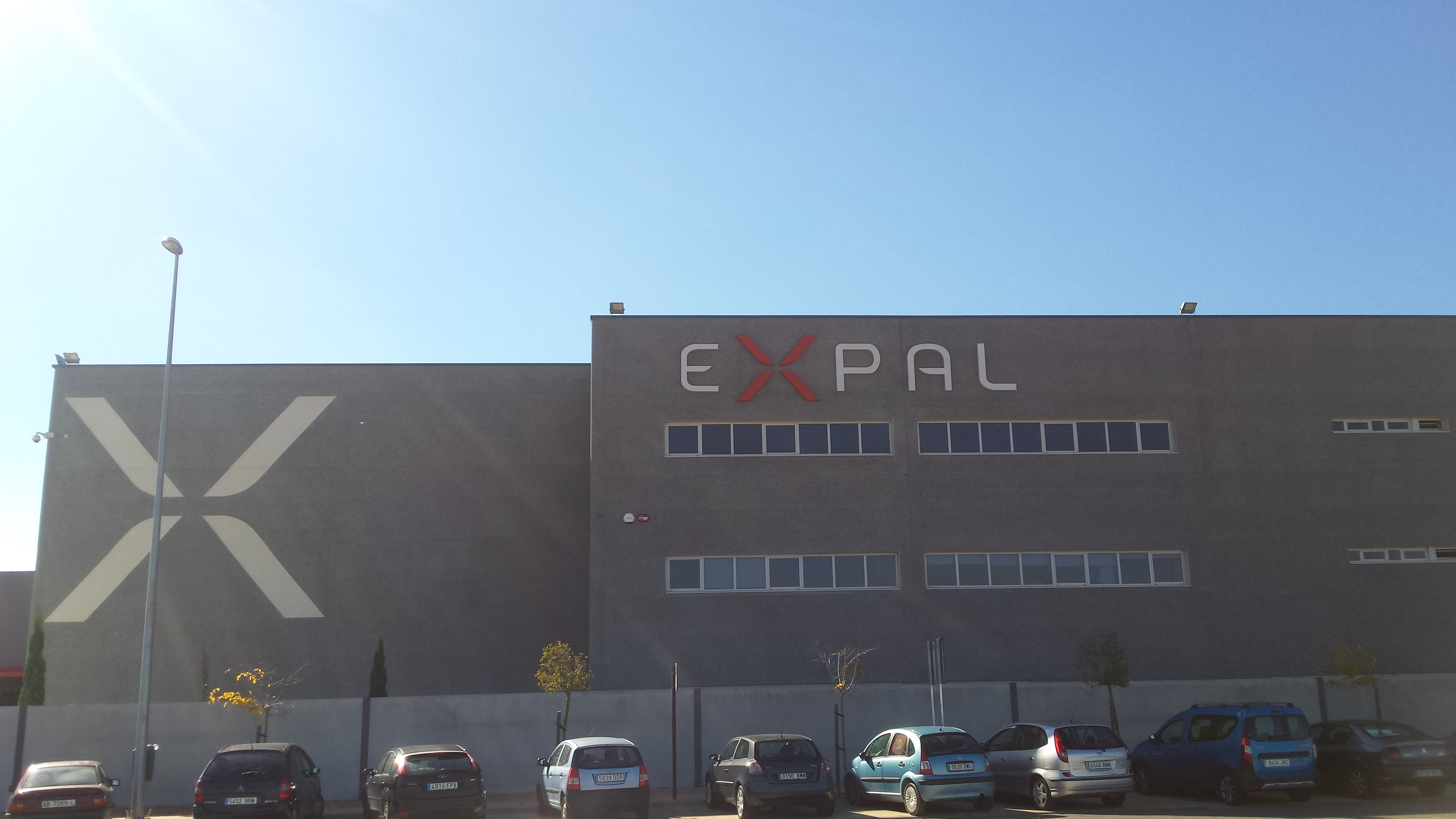
Expal-Fabrik in Albacete (2015)

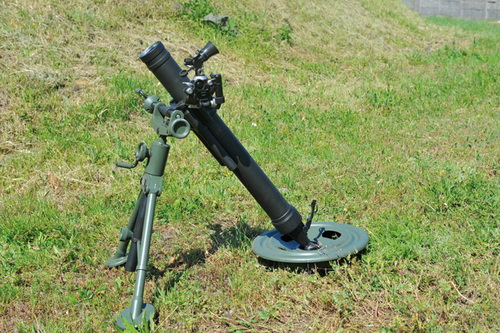
Expal 60-mm-Mörser M-08

Rheinmetall Expal Munitions, auch bekannt als Expal (Abkürzung für Explosivos Alaveses), ist ein spanisches Rüstungsunternehmen mit Sitz in Vitoria. Expal ist einer der größten Munitionshersteller in Europa.

## Produkte & Standorte
Expal ist ein Hersteller verschiedener Arten von Geschossen, Zündern, und Fliegerbomben. Bis zum Verbot in Spanien wurden auch Antipersonenminen und Streubomben produziert. Expal beteiligt sich an der Herstellung der IRIS-T-Rakete. Neben Munition stellt Expal auch Mörser her.
Neben dem Hauptsitz in Vitoria und den Produktionsstandorten in Trubia, Burgos, Navalmoral, El Gordo, Albacete und Murcia in Spanien, hat Expal mit Texarkana einen Standort in den USA.

## Geschichte
1946 gründete die spanische Sprengstoff-Gesellschaft Unión Española de Explosivos (später Maxam) in Vitoria das Unternehmen Explosivos Alaveses (Sprengstoffwerke in Álava) für Militärsprengstoffe. 2004 schloss Expal das Stammwerk in Vitoria, verlagerte die dortige Produktion in die bestehenden Fabriken Explosivos de Burgos in Burgos und Fabricaciones Extremeñas in Navalmoral de la Mata. 2009 kaufte Expal eine Fabrik von Santa Bárbara Sistemas in Murcia. Im November 2022 kaufte der deutsche Rüstungskonzern Rheinmetall den Wettbewerber Expal für 1,2 Milliarden Euro. Rheinmetall ging von einer steigenden Nachfrage nach Munition in Zusammenhang mit dem russischen Überfall auf die Ukraine aus. Mit dem Verkauf möchte sich Maxam hingegen auf das zivile Sprengstoffgeschäft, etwa im Bergbau, konzentrieren.